# Charles Le Maire

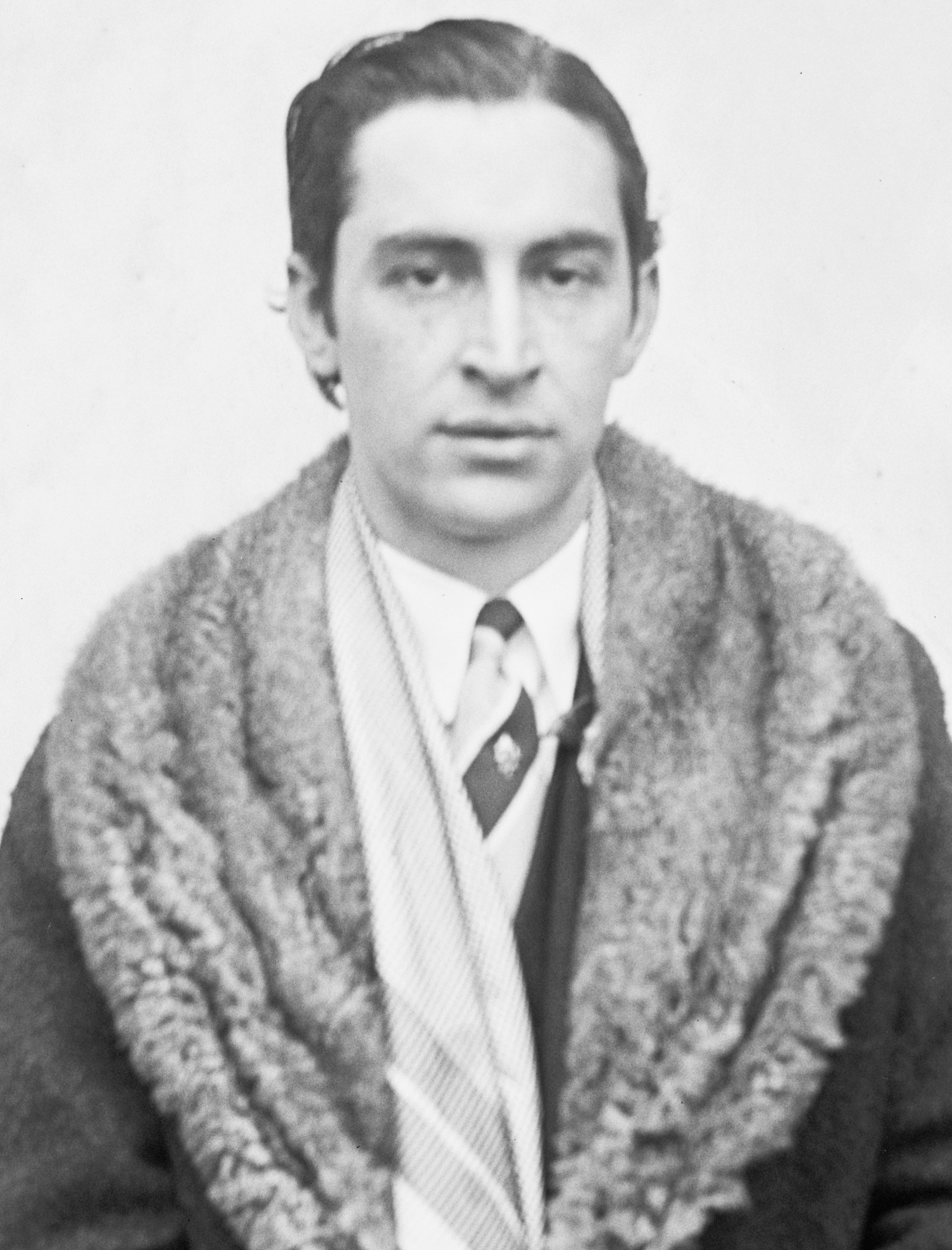
Charles Le Maire

Charles Le Maire, auch Charles LeMaire (* 22. April 1897 in Chicago, Illinois; † 8. Juni 1985 in Palm Springs, Kalifornien) war ein US-amerikanischer Kostümbildner, der drei Mal den Oscar für das beste Kostümdesign gewann.

## Biografie
In den 1920er Jahren war Le Maire zuerst  Kostümbildner bei Musikrevuen, Mitte der 1920er Jahre auch bei einigen Stummfilmen, ehe er seit Mitte der 1930er Jahre ausschließlich für den Film tätig war. Im Laufe seiner Karriere in der Filmwirtschaft wirkte er bei der Ausstattung von über 200 Produktionen mit, so beispielsweise 1948 für das in der Kategorie „Beste visuelle Effekte“ für einen Oscar nominierte Filmdrama Deep Waters. 
Bei der Oscarverleihung 1951 gewann er erstmals einen Oscar für das beste Kostümdesign, und zwar zusammen mit der legendären Edith Head für den Schwarzweißfilm Alles über Eva (1950) von Joseph L. Mankiewicz. 1952 war er für die Kostümentwürfe in dem Filmdrama Ein Fremder ruft an (Phone Call from a Stranger) verantwortlich.
Im darauffolgenden Jahr, bei der Oscarverleihung 1952, wurde er gleich zweimal nominiert, zusammen mit Edward Stevenson für den Farbfilm David und Bathseba (1951) von Henry King; sowie mit Renié für den Schwarzweißfilm The Model and the Marriage Broker (1951) von George Cukor. 1953 wurde er abermals in der Kategorie bestes Kostümdesign nominiert. Diesmal für den Farbfilm Mit einem Lied im Herzen (1952) von Walter Lang, außerdem mit Dorothy Jeakins für den Schwarzweißfilm Meine Cousine Rachel (1952) von Henry Koster. Ebenfalls zweimal nominiert war er bei der Oscarverleihung 1954, und zwar für den Farbfilm Wie angelt man sich einen Millionär (1953) von Jean Negulesco zusammen mit William Travilla, und zum anderen wieder mit Renié für den Schwarzweißfilm Gefährtin seines Lebens (1953) von Henry Levin.
Für seine dritte Nominierung im Jahr 1954, den Farbfilm Das Gewand (1953) von Henry Koster, erhielt er gemeinsam mit Emile Santiago seinen zweiten Oscar für das beste Kostümdesign.
Danach war er 1955 für die Kostümentwürfe für zwei Farbfilme nominiert: Zum einen Rhythmus im Blut (1954) von Walter Lang zusammen mit Travilla sowie Miles White, zum anderen gemeinsam mit René Hubert für Désirée (1954) von Henry Koster.
Bei der Oscarverleihung 1956 gewann er nicht nur seinen dritten Oscar für die Kostüme des Farbfilms Alle Herrlichkeit auf Erden (1955) von Henry King, sondern war darüber hinaus zusammen mit Mary Wills auch noch für Die jungfräuliche Königin (1955) von Henry Koster nominiert.
Danach erhielt er Nominierungen 1957 zusammen mit Mary Wills für den Schwarzweißfilm Moderne Jugend (1956, Teenage Rebel) von Edmund Goulding, 1958 für Die große Liebe meines Lebens (1957) von Leo McCarey, 1959 gemeinsam mit Mary Wills für Ein gewisses Lächeln (A Certain Smile, 1958) von Jean Negulesco sowie schließlich bei der Oscarverleihung 1960 abermals mit Mary Wills für den Schwarzweißfilm Das Tagebuch der Anne Frank (1959) von George Stevens.